# ファットキャット・レコーズ
ファットキャット・レコーズ (FatCat Records) はイギリス・ブライトンに本拠を置くインディー・レコードレーベル。インディー・ロックやポストロックからエレクトロニカ、IDMまで様々な音楽を取り扱っている。設立は1997年でニューヨークにもオフィスを構える。

## 概要
1989年、David CawleyとAlexander Knightがクローリーでレーベルの元になるレコードショップをオープンする。1990年にはロンドンに移転し、デトロイトやシカゴのハウス・テクノに特化したレコード店として知られるようになる。店は1997年に閉店し、同じ場所でダンスミュージックをリリースするレーベルをスタートした。2001年には現在の本拠地であるブライトンに移転。レーベルは、シガー・ロス、ムーム、アニマル・コレクティヴ、フライトゥンド・ラビットを発掘し、さらにはヴァシュティ・バニヤンの復帰作をリリースするなど、国籍やジャンルに関係なくボーダレスに作品のリリースを続けている。

## 主なアーティスト
過去のアーティストを含む
- アニマル・コレクティヴ (Animal Collective)
- 青木孝允 + ツジコノリコ
- ビョーク (Björk) mit Funkstörung
- ブラック・ダイス (Black Dice)
- チブ (Chib)
- コーマ (COM.A)
- デイヴィッド・グラブス (David Grubbs)
- ドリンヌ・ミュライユ (Dorine_Muraille)
- ザ・ディラン・グループ (The Dylan Group)
- エミリアナ・トリーニ (Emilíana Torrini)
- フライトゥンド・ラビット (Frightend Rabbit)
- グレイン (Grain)
- ハウシュカ (Hauschka)
- HiM
- ジャネク・シェーファー (Janek Schaefer)
- マックス・リヒター (Max Richter)
- メイジズ (Mazes)
- マイス・パレード (Mice Parade)
- ムーム (múm)
- ニーナ・ナスターシャ (Nina Nastasia)
- ノー・エイジ (No Age)
- セット・ファイア・トゥ・フレイムズ (Set Fire To Flames)
- シガー・ロス (Sigur Rós)
- タル・ナショナル (Tal National)
- ザ・トワイライト・サッド (The Twilight Sad)
- シルヴァン・シャヴォー (Sylvain Chauveau)
- トゥ・ロココ・ロット (To Rococo Rot)
- ヴァシュティ・バニヤン (Vashti Bunyan)
- ウィー・ワー・プロミスド・ジェットパックス (We Were Promised Jetpacks)
- シンリシュープリーム (XINLISUPREME)
- 杉本卓也